# ОШ „Коста Стаменковић” Српски Милетић
ОШ „Коста Стаменковић” Српски Милетић једна је од основних школа у општини Оџаци. Налази се у улици Светог Саве број 25 у месту Српски Милетић.

## Историјат
Историјат образовања у Српском Милетићу датира још из 18. века. Према писаним подацима помиње се податак да је 1740. године православни свештеник учио децу основној писмености. Након насељавања Мађара, Аустријанаца и Немаца око 1770 – 1780. практично су постојале две школе, немачка за децу немачког, аустријског и мађарског порекла и српска за децу Срба који су живели у Српском Милетићу. Након Другог светског рата и доласка колониста из јужних делова Србије, основана је школа и дато јој је име народног хероја Косте Стаменковића.
Основна школа "Коста Стаменковић" у Српском Милетићу је саграђена 1967. године. Школа данас негује веома добру сарадњу са братском школом “Коста Стаменковић” из Лесковца, као и са свим основним школама општине Оџаци. Школа има веома добру сарадњу и са основном школом из Бијелог Брда из Републике Хрватске.

### Коста Стаменковић
Рођен је 3. октобра 1893. године у Лесковцу у сиромашној радничкој породици. Основну школу је завршио у родном месту, а због лошег материјалног стања породице, није могао да се даље школује, па се запослио као млински радник, где је 1926. изгубио леву руку. Имао је важну улогу у организовању ослободилачке борбе и ширењу устанка на југу Србије. Погинуо је у Шилову, код Лебана, 26. марта 1942. године. Указом Президијума Народне скупштине Федеративне Народне Републике Југославије, 4. децембра 1949. године, проглашен је за народног хероја.

## Школа данас
Током година школа је добијала другачији и лепши изглед. У периоду од 2000. до 2020. године урађен је кров на школској згради, у дворишту школе преурећен стан домара.  У једном делу зграде усељена је сеоска библиотека, урађена је ПВЦ-столарија, поткровље адаптирано и преуређено у канцеларије и комплетно промењен намештај за све учионице и канцеларије, у већини учионица постављен видео бим, телевизор, компјутер, беле табле, паметна табла. У фискултурној сали реновиран је санитарни чвор, направљена летња учионица, сеоска библиотека исељена и тај део реновиран за продужени боравак, у подруму школе један део преуређен у архиву.